# Otó I de Montferrat
Otó I (també escrit Otho, Ottone i Oddone) (? - 991) fou marquès de Montferrat, títol que va heretar el seu pare Aleram. De la seva vida no se'n tenen gaire dades, se'n sap però que no va viure gaire temps després de succeir al pare.

## Biografia
Otó era el segon fill d'Aleram i de la seva primera esposa. Després de la mort d'Aleram el 991, com era tradició entre els francs salis, es van repartir els territoris del patrimoni familiar entre els seus dos fills, ja que el fill gran Guillem, havia mort una mica abans que el pare (967). A Otó li va tocar la zona nord, anomenada Marquesat de Montferrat, i a Anselm la zona sud, anomenada Marquesat de Ligúria.
Probablement, com era tradició, els tres germans eren implicats en l'administració i govern del territoris del pare abans de la mort d'aquest. Otó no apareix esmentat en cap document, ni amb el seu pare ni amb els seus germans. Els únics documents on apareix són de generacions posteriors, en què se l'esmenta, en una confirmació d'unes possessions de l'abadia de Fruttuaria que ell va atorgar. Aquest fet podria ser perquè mai no va utilitzar el seu títol, encara que els seus descendents van preferir fer-ho evident.
Otó va morir el 991, com se sap gràcies a la carta fundacional del monestir de Spigno, del qual Otó va planificar la construcció. Va deixar dos fills i dues filles: 
- Guillem, qui el va succeir,
- Riprando
- Otta
- Waldrada.